# Dipartimento per l'ambiente, l'alimentazione e gli affari rurali
Il Dipartimento dell'ambiente, dell'alimentazione e degli affari rurali (DEFRA) (in inglese: Department for Environment, Food and Rural Affairs) è un dipartimento del governo del Regno Unito responsabile dell'ambiente e dell'agricoltura.

## Storia
Il Dipartimento era nato nel giugno 2001, sotto la guida di Margaret Beckett, quando il Ministero dell'agricoltura, della pesca e dell'alimentazione (MAFF) faceva parte del Dipartimento dell'ambiente, dei trasporti e delle regioni (DETR) e una piccola parte del Home Office.
Il dipartimento è stato creato dopo il percepito fallimento del MAFF, per far fronte a un focolaio di afta epizootica. Il dipartimento disponeva di circa 9000 dipendenti principali, a partire da gennaio 2008. 

## Responsabilità
Il Dipartimento dell'ambiente, dell'alimentazione e degli affari rurali è responsabile delle politiche del governo relative a:
- ambiente
- produzione
- monitoraggio degli standard alimentari
- agricoltura
- pesca
- caccia
- fitosanitari
- comunità rurali

il DEFRA gestisce anche statistiche su questi temi.

## Direzione
L'attuale squadra ministeriale del DEFRA è:
- Segretario di Stato: Steve Reed, deputato
- Ministro aggiunto per l'agricoltura, la pesca e l'alimentazione: Mark Spencer, deputato
- Sottosegretario di Stato parlamentare per l'ambiente e le opportunità per la vita rurale: Robbie Moore, deputato
- Sottosegretario di Stato parlamentare per il benessere degli alimenti e degli animali: Rebecca Pow, deputata
- Sottosegretario di Stato parlamentare per gli affari rurali e la biosicurezza: barone Richard Benyon
- Segretario permanente: Tamara Finkelstein.

## Agenzie esecutive
Le agenzie esecutive di cui il DEFRA è responsabile sono le seguenti :
- Animal Health and Veterinary Laboratories Agency (creato nel 2011 dalla fusione di Animal Health e la Veterinary Laboratories Agency)
- Centre for Environment, Fisheries and Aquaculture Science
- Food and Environment Research Agency (precedentemente il Central Science Laboratory)
- Rural Payments Agency
- Veterinary Medicines Directorate